# Lothar Geitler
Lothar Ludolf Rudolf Robert von Geitler Armingen, född 18 maj 1899, död 1 maj 1990, var en österrikisk botaniker.
Lothar Geitler blev filosofie doktor i Wien 1922, docent vid universitetet där 1928, extra ordinarie professor 1936 samt chef för cytologiska avdelningen vid institutet för kulturväxtforskning 1943. Geitler publicerade Cyanophyceae von Europa unter Berücksichtigung der anderen Kontinente (i Gottlob Ludwig Rabenhorst Kryptogamenflora von Deutschland, Österreich und der Schweiz (2:a upplagan, 14, 1930–1932), Grundriss der Cytologie (1934), Schizophyzeen (i Handbuch der Pflanzenanatomie, 2:6:1 B, 1936), Morphologie der Pflanzen (i Sammlung Göschen, 141, 1940) och var från 1947 redaktör för Österreichische botanische Zeitschrift.